# 川井憲次
川井憲次（日语：／ Kawai Kenji，1957年4月23日—）是日本作曲家及編曲家，生于东京品川区。過去先後在日本東海大學工學部原子力工學科，及尚美音樂院專門學校中途退學。
川井的暱稱為「かーいさん」，由其自稱「かーい」而來。其侄子為樂器樂團 fox capture plan 的成員川井英寛。

## 概要
他被譽為配樂界的名人之一，活躍於媒體組合作品，包括動畫、戲劇、電影與遊戲領域。
根據川井的說法，他並不擅長「無中生有」的創作方式，因為他的聲音靈感多取材自作品的視覺元素。在多數情況下，動畫畫面尚未完成，他便需根據故事板的視覺內容進行作曲。
雖然他平時看電影不多，但表示看過北野武導演的所有作品，並特別喜歡《男人真命苦》（日语：男はつらいよ）系列。
在父親的影響下，川井自小便對音樂產生興趣。小學時期，他主要聆聽民謠，中學時則偏好西方流行音樂。高中時期，他購買了人生第一把電結他並組成樂團，也因此延遲升學。在這段期間，他接觸了伯特·巴卡拉克、森山良子、深紫與山塔那等音樂人的作品。
川井在大學時期因過度投入音樂社團活動而退學，之後在父母的建議下轉讀音樂學校，但僅半年便再次退學。大約同一時期，他看到一張關於歌手伴奏樂團綵排比賽的海報，於是與同學組成了一支混合樂團參加比賽。儘管樂團最終獲得冠軍，他們卻未能如願獲得一份有薪水的正式工作，最終樂團解散，而川井則是樂團中唯一的吉他手。就在這段期間，他開始接到作曲相關的工作，也逐漸對錄音產生濃厚興趣。此後，他投身於舞台音樂及商業音樂領域，從事作曲與音樂播放的工作。當時矢澤徹等人常年造訪他家的錄音室。
1987年，川井結束以吉他手身份參與的音樂活動後，於1986年以押井守執導的電影《紅色眼鏡》正式以作曲家身分出道。
此後，他陸續為多部作品創作電影配樂，包括長篇動畫《機動警察》系列、《攻殼機動隊》，以及國際作品如法國電影《Bloody Mallory》，韓國電影《Running Wild》和《南極日記》等。
22005年，川井以參選 AMD 大獎「年度數位內容」的《攻殼機動隊2 INNOCENCE》獲得「最佳音樂作曲家獎」。
2008年，在第41屆錫切斯電影節中，川井以《青空之行者》榮獲最佳電影音樂獎，成為歷來第三位獲此殊榮的日本人。
2009年，川井憑藉 eAT Kanazawa 的創作榮獲明仁獎。
2012年，川井為《紅白歌合戰》創作主題曲。
2015年，他負責NHK大河劇《花燃燒》的戲劇配樂。
2017年，川井為《幪面超人Build》作曲，成為繼佐橋俊彥之後，第二位曾為超人系列、幪面超人系列與高達系列三大日本「Compati Hero系列」主角作品創作音樂的作曲家。

## 作品風格
其主要代表作包括押井守的《GHOST IN THE SHELL/攻殼機動隊》《攻殼機動隊2 INNOCENCE》《The Sky Crawlers》、金子修介的《死亡筆記》系列、英勉的《貞子3D》、水島精二的《鋼彈00》以及山崎理的《薄櫻鬼》。

## 作品

### 動畫

#### 1980年-1989年
| 作品                     | 類型 | 相關年份                |
| ------------------------ | ---- | ----------------------- |
| - 相聚一刻               | TV   | （1986～1988年）        |
| - 赤色光彈Zillion        | TV   | （1987年）※廣播劇CD配樂 |
| - 惡魔人 誕生篇          | OVA  | （1987年）              |
| - 迷宫物件（Twilight Q） | OVA  | （1987年）              |
| - 機動警察 第一期        | OVA  | （1988年）              |
| - 1磅的福音              | OVA  | （1988年）              |
|                          | OVA  | （1988年）              |
| - 吸血姬美夕             | OVA  | （1988年）              |
| - 機動警察 the Movie     | 電影 | （1989年）              |
| - 機動警察               | TV   | （1989年）              |
| - 祖先大人萬萬歲！       | OVA  | （1989年）              |
| - 亂馬1/2                | TV   | （1989年）              |
| - 亂馬1/2 熱闘編         | TV   | （1989～1992年）        |

#### 1990年-1999年
- 暗黑神话 OVA（1990年）
- 超級劍豪傳 TV（1990年）
- 機動警察 第二期OVA（1990年）
- 貓黨忍傳 TV（1990年）
- デビルマン 妖鳥シレーヌ編 OVA（1990年）
- 花のあすか組!#オリジナルビデオアニメ２ OVA（1990年）
- 相聚一刻 OVA（1991年）
- 魔獣戦士ルナ・ヴァルガー OVA（1991年）
- 宇宙騎士 TV（1992年）
- 平井和正 OVA（1992年）
- 百變小姬子 TV（1992）
- 無責任艦長 TV（1993年）
- 機動警察パトレイバー 2 the Movie 映画（1993年）
- 逮捕令 OVA（1994年）
- 碧奇魂 TV（1994年）
- 攻殼機動隊 映画（1995年）
- 獣戦士ガルキーバ TV（1995年）
- 爆走獵人 TV（1995年）
- 天才寶貝 TV（1996年）
- 爆走獵人 OVA（1996年）
- YAT安心!宇宙旅行 TV（1996年）、新TV（1998年）
- 吸血姬美夕 TV（1997年）
- 貓狐警探 TV（1997年）
- 鋼鐵新世紀 TV（1998年）
- 逮捕令 映画（1999年）
- 地球防禦企業 TV（1999年） 田中公平と共作
- 螺璇公主朵莉絲 TV（1999年）

#### 2000年以後
- 幸運女神 映画（2000年）
- ギブリーズ 映画（2000年）
- 網路安琪兒 TV1（1999年）、TV2（2000年）
- 無敵王TRI-ZENON TV（2000年）
- ガイスターズ TV（2001年）
- 魔法戰士李維 TV（2001年）
- 聖石小子 TV（2001年）
- I-wish you were here- OVA（2002年）
- WXIII 機動警察パトレイバー 映画（2002年）
- ミニパト 映画（2002年）
- 圓盤皇女 TV（2002年）
- 劇場版ガイスターズ 映画（2002年）
- 圓盤皇女 十二月小夜曲 TV（2003年）
- 高機動幻想～嶄新之行軍歌～ TV（2003年）
- 攻殼機動隊2 INNOCENCE 映画（2004年）
- 御伽草子 - 東京編 - TV（2004年）
- 風人物語 TV（2004年）
- 星艦駕駛員 TV（2005年）
- 人機 續篇 TV（2005年）
- Fate/stay night TV（2006年）
- 寒蟬鳴泣之時 TV（2006年）
- 精靈守護者 TV（2007年）
- 寒蟬鳴泣之時解 TV（2007年）
- 機動戰士GUNDAM 00（2007年～2008年）
- 空中殺手(The Sky Crawlers)（2008年）
- 東之伊甸 TV（2009年）
- 東之伊甸 総集編 Air Communication (2009年)
- 東之伊甸 劇場版I The King of Eden (2009年)
- 東之伊甸 劇場版II Paradise Lost (2009年)
- 劇場版 Fate／stay night - UNLIMITED BLADE WORKS (2010年)
- 劇場版 機動戰士鋼彈00 -A wakening of the Trailblazer- (2010年)
- 永遠之久遠（2011年）
- 009 RE:CYBORG（2012年）
- 境界觸發者（2014年）
- 元氣囝仔（2014年）
- 临时女友（2014年）
- 若叶女孩（2015年）
- 全部成为F（2015年）
- Joker Game（2016年）
- 路人超能100（2016年）
- 刀劍亂舞 -花丸-（2016年）
- 惡靈古堡：血仇（2017年）
- 續 刀劍亂舞 -花丸-（2018年）
- 龍王的工作！（2018年）
- 於離別早晨飾上約定之花（2018年）
- 路人超能100 II（2019年）
- No Guns Life（2019年）
- 大奥（2023年）[6]

### 電影（非動畫）

#### 1980年-1989年
- 精霊のささやき（1986年）
- 紅色眼鏡（1987年）
- スターヴァージン（1988年）

#### 1990年-1999年
- ケルベロス 地獄の番犬（1991年）
- ミカドロイド（1991年）
- トーキング・ヘッド（Talking Head, 1992年）
- 七夜怪談（1998年）
- 七夜怪談2（1999年）
- 玻璃之腦（1999年）

#### 2000-2009年
- カオス（2000年）
- さくや妖怪伝（2000年）
- 式日（插曲，2000年）
- 網絡殺人遊戲/Avalon（2001年）
- 修羅雪姬（2001年）
- サディスティック& マゾヒスティック（2001年）
- UNLOVED（2001年）
- 鬼水怪談（2001年）
- SAMOURAIS（2002年）
- ブラッディ・マロリー（2002年）
- 東京靜脈（2003年）
- 跋扈妖怪伝牙吉　第一部（2004年）
- 預言（2004年）
- MAKOTO（2005年）
- 南極日誌（2005年韓國電影）
- 七劍（2005年）
- 奇談（2005年）
- 輪迴（2006年）
- 野獸 （RUNNING WILD，2006年）
- 立喰師列傳（2006年，兼在「ハンバーガーの哲」一段客串演出 ）
- 死亡筆記（2006年）
- 龍虎門（2006年）
- 死亡筆記 the Last name（2006年）
- 墨攻（2006年）
- 大日本人（2007年，插曲）
- 色凶怪談（2007年）
- 真・女立喰師列傳（2007年）
- L change the WorLd（2008年）
- 寒蟬鳴泣之時（2008年）
- おろち（2008年）
- 櫻之園（2008年）
- 葉問（2008年）
- さまよう刃 (2009年)
- Rain Fall/雨之牙（2009年）
- 寒蟬鳴泣之時 誓（2009年）

#### 2010年及以後
- 葉問2（2010年）
- 超人力霸王ZERO THE MOVIE 超決戰!貝利亞銀河帝國（2010年）
- 死神鬥室 （2010年，台譯《算計： 七日死亡遊戲》）
- 杀戮都市GANTZ（2011年）
- 恐怖兔子3D（2011年，台譯《3D鬼兔怨》）
- 七金剛（日语：ワイルド7）（2011年）
- 忠烈楊家將（2013年）
- 黑百合公寓（2013年）
- 二流小説家（日语：二流小説家）（2013年）
- 李碧華鬼魅系列（2013年）
- 狄仁杰之神都龙王（2013年）
- 劇場靈（2015年）
- 葉問3（2016年）
- 繡春刀2：修羅戰場（2017年）
- 葉問4：完結篇（2019年）
- 智齒（2021年）
- 九龍城寨之圍城（2024年）

### 電視劇
- 小梅醫生(2012年上半年NHK連續電視小說)
- BORDER
- 花燃燒(2015年NHK大河劇)

### 其他電視節目
- ウッチャンナンチャンのやるならやらねば - OPテーマ （1990年）
- ラジごめIIIホンジャマカ共和国 - OPテーマ （1993年）
- 女科调员 Part3後（2001年-）
- カオス　（2001年）
- 精神感應（七瀬ふたたび）（2008年）
- NHK特集系列
  - 沸騰都市（2008年）
  - 証言ドキュメント 永田町 権力の興亡（2009年）
- 法國紀錄片：二戰啟示錄（2009年）
- 國家地理雜誌節目「黙示録:カラーで見る第二次世界大戦」系列（2009年）
- SAMURAI CODE（2010年，豐田汽車Mark X汽車宣傳短劇[7]）
- 鉄之骨 （2010年）
- 法國紀錄片：啟示錄之希特拉（法语：Apocalypse, Hitler）（2011）
- 法國紀錄片：啟示錄之史太林（法语：Apocalypse, Staline）（2015）

### 特攝
- 超人力斯 （2004年）
- 非公認戰隊秋葉原連者（2012年）
- 超人力霸王捷德（2017年）
- 假面騎士Build（2017年）

### 電子遊戲音樂
- サンサーラ・ナーガ（1990年）
- SORCERIAN - PC Engine版（1992年）
- サンサーラ・ナーガ2（1994年）
- TEAM INNOCENT（1994年）
- DEEP FEAR（1998年）
- 信長之野望Online（2003年）
- Folklore -異魂傳承-（2007年）
- 三國志Online（2007〜2010年）

### 其他
- めざめの方舟（2007年）

愛・地球博において押井守の映像とコラボレーション展示をおこなったもの。
- 舞台劇版鐵人28號（2009年）

## 外部連結
- 官方网站（日語）
- 川井憲次 （页面存档备份，存于） （日語）－allcinema（日语：allcinema）
- 川井憲次 （页面存档备份，存于） （日語）－KINENOTE（日语：キネマ旬報映画データベース）
- 川井憲次在互联网电影资料库（IMDb）上的資料（英文）